# 下韦尔恩
下韦尔恩是德国巴伐利亚州的一个市镇。总面积9.77平方公里，总人口7840人，其中男性3789人，女性4051人（2011年12月31日），人口密度802人/平方公里。